# 九龍城道
九龍城道（英語：Kowloon City Road）是位於香港九龍九龍城區連接土瓜灣與馬頭涌及馬頭角的一條主要道路，南北走向，北至宋皇臺道，上接啟德隧道，南至土瓜灣浙江街止，下接漆咸道北。
九龍城道之上有為東九龍走廊行車天橋，該天橋連接啟德隧道。
九龍城道是一個傳統街市區，附近有住宅、工廠、公廁及公園。

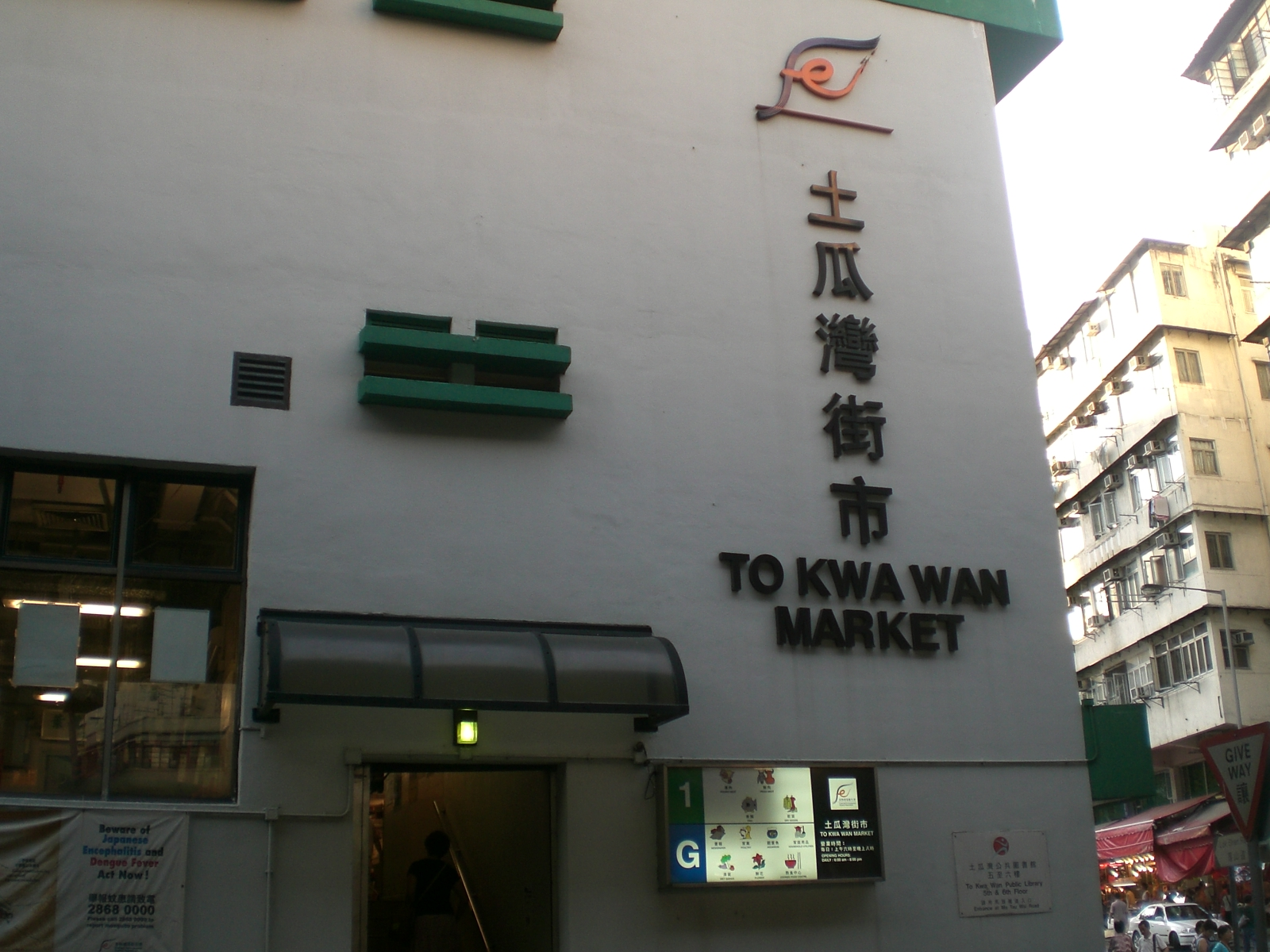
土瓜灣市政大廈室內街市
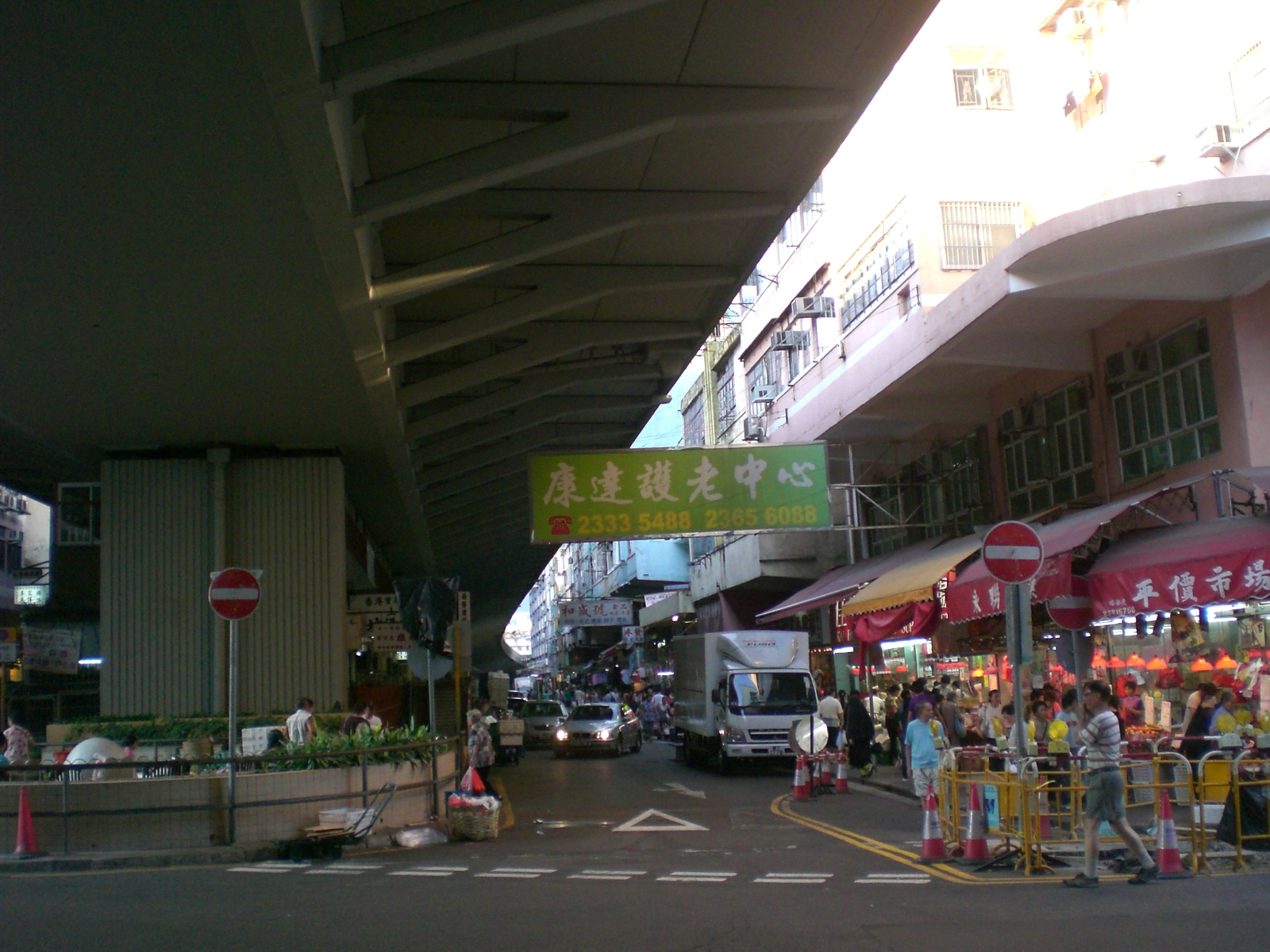
東九龍走廊橋底傳統街市
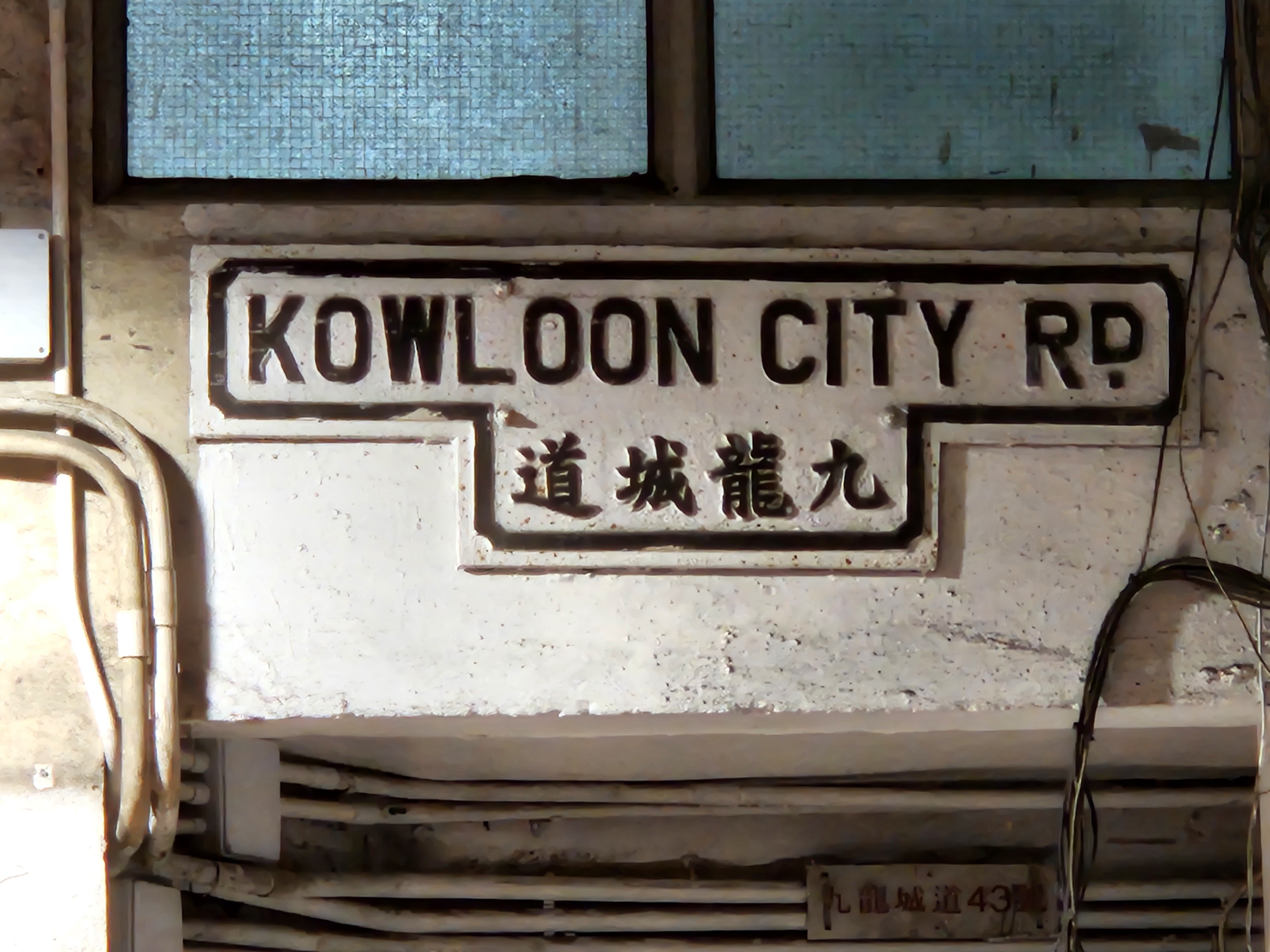
九龍城道凹角T型街牌

## 街名争议
九龍城道與位於真正九龍城的街道並無關連，甚至跟九龙城中心地带不太相连。

## 鄰近
- 土瓜灣站
- 馬頭圍道
- 寶馬汽車加油站
- 落山道
- 上鄉道
- 土瓜灣市政大廈暨政府合署
- 東九龍走廊

## 交匯道路
- 宋皇臺道
- 木廠街
- 馬頭角道
- 新山道
- 馬坑涌道
- 下鄉道
- 上鄉道
- 落山道
- 四川街